# David Hammerstein Mintz
David Hammerstein Mintz (ur. 23 września 1955 w Los Angeles) – hiszpański nauczyciel i działacz zielonych (Los Verdes), od 2004 do 2009 deputowany do Parlamentu Europejskiego.

## Życiorys
Urodził się w Kalifornii w rodzinie żydowskiej (matka miała obywatelsko kanadyjskie, dziadkowie byli białoruskimi i polskimi Żydami). W 1978 ukończył studia z dziedziny socjologii na Uniwersytecie Kalifornijskim, rozpoczął pracę nad doktoratem z dziedziny socjologii na Uniwersytecie w Walencji. Mieszkał m.in. w Meksyku i Izraelu. Po przyjeździe do Hiszpanii w 1978 pracował m.in. jako nauczyciel gospodarki naturalnej i geografii w szkole średniej w Godella (1991–1999). Angażował się w liczne akcje społeczne, m.in. na rzecz ochrony środowiska naturalnego oraz historycznego centrum Walencji. Był doradcą ds. ochrony środowiska (1999–2003). Od połowy lat 90. związany z hiszpańskich ruchem zielonych był rzecznikiem Partii Zielonych Kraju Walencji (1998–2003) oraz rzecznikiem międzynarodowym zielonych (2000–2004). Reprezentował Hiszpanię w Europejskiej Federacji Partii Zielonych (2000–2004). Od 2004 do 2009 pełnił mandat eurodeputowanego VI kadencji wybranego z połączonej listy PSOE-Els Verds we Wspólnocie Walencji. Zasiadał w Komisji Petycji oraz Przemysłu, Badań Naukowych i Energii. Był członkiem delegacji ds. stosunków z Izraelem oraz do Eurośródziemnomorskiego Zgromadzenia Parlamentarnego.